# Villa Max Landschreiber

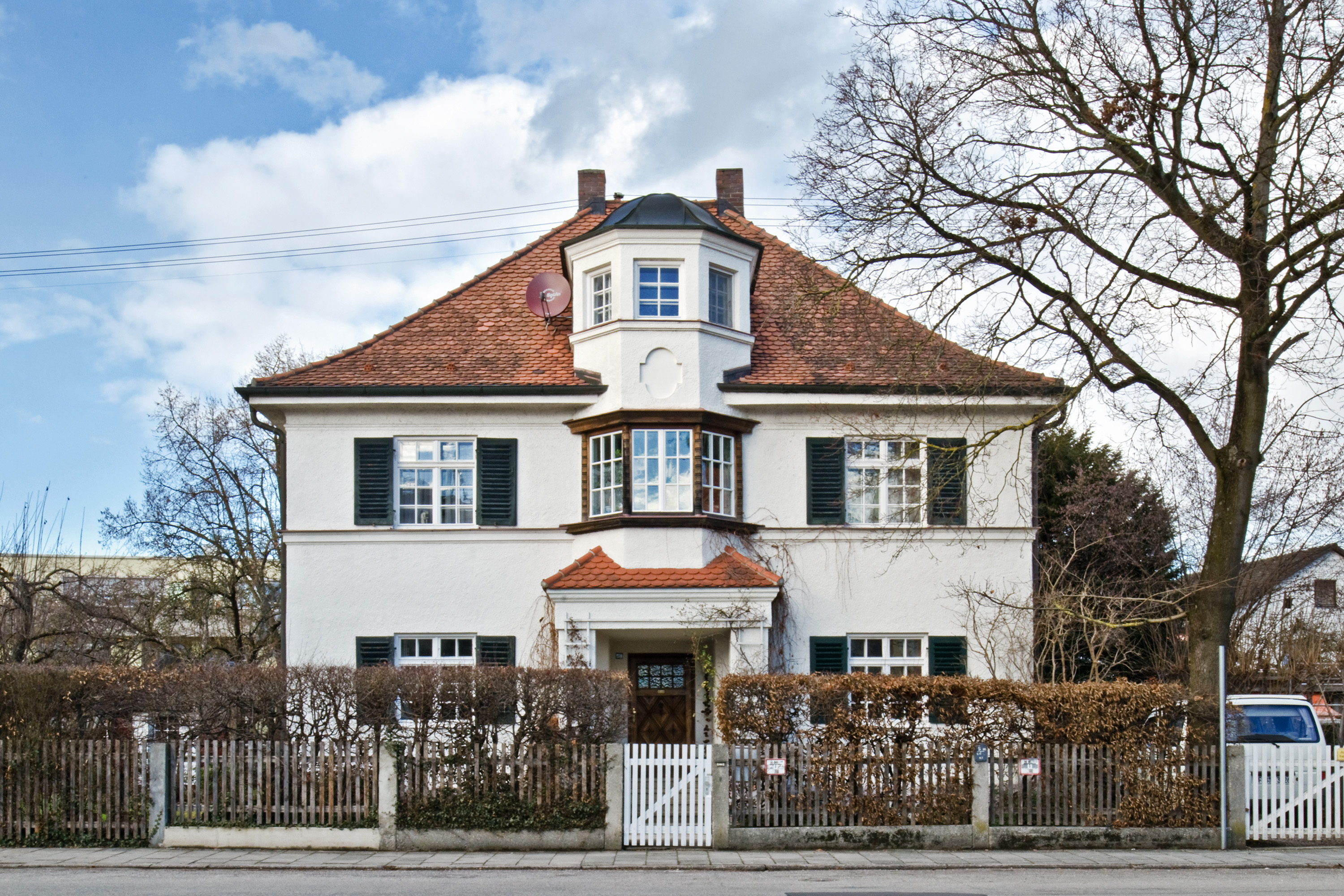
Villa Max Landschreiber in Fürstenfeldbruck

Die Villa Max Landschreiber in Fürstenfeldbruck, einer Stadt im oberbayerischen Landkreis Fürstenfeldbruck, wurde 1926 errichtet. Die Villa auf dem Grundstück Pucher Straße 56 ist ein geschütztes Baudenkmal.
Den zweigeschossigen Walmdachbau samt Polygonalerker mit Turmaufsatz ließ der Hafnermeister Hyazinth Buck vom Architekten Adolf Voll errichten, der auch das ebenfalls unter Denkmalschutz stehende Lichtspielhaus in Fürstenfeldbruck entwarf. Ab 1939 wohnte in der Villa der Maler Max Landschreiber (1880–1961), nach dem sie benannt ist.